# گردا ۱۲۲
سیارک ۱۲۲ (به انگلیسی: 122 Gerda) صد و بیست و دومین سیارک کشف شده‌است که در ۳۱ ژوئیه ۱۸۷۲ کشف شد.
قدر مطلق سیارک برابر ۷٫۸۷ است.